# در رحم (آلبوم)
در رَحِم (انگلیسی: In Utero) سومین و آخرین آلبوم استودیویی گروه موسیقی راک آمریکایی نیروانا است که در ۲۱ سپتامبر ۱۹۹۳ به‌وسیلهٔ دی‌جی‌سی رکوردز منتشر شد. پس از ورود به جریان اصلی با دومین آلبومشان، بی‌خیال (۱۹۹۱)، نیروانا استیو آلبینی را به کار گرفت تا در رحم را ضبط کند، و به سمت صدایی رفت که تداعی‌کنندهٔ کارهای پیش از آلبوم بی‌خیال بود. اگرچه خواننده و ترانه‌نویس اصلی گروه، کرت کوبین، عقیده داشت آلبوم «خیلی غیرشخصی» بود، بسیاری از ترانه‌های آن شامل تلمیح شدید به زندگی شخصی و گرفتاری‌هایش بود و احساسات افسردگی و نگرانی که در آلبوم پیشین گروه پیش‌پاافتاده بود را بیان می‌کرد.
این آلبوم طی دو هفته در فوریهٔ ۱۹۹۳ در استودیوی پاچیدرم، کانن فالز، مینه‌سوتا ضبط شد. پس از اینکه ضبط به پایان رسید، شایعاتی منتشر شد مبنی بر اینکه ناشر دی‌جی‌سی ممکن است آلبوم را به دلیل سبک تهیه‌کنندگی آلبینی که خشن و ناهماهنگ با اصول بازرگانی بود، منتشر نکند. این آلبوم به‌دست باب لودویگ مسترینگ شد تا صدای پسندیده‌تری هم برای نیروانا و هم برای ناشر آن‌ها به دست آورد. این گروه سپس‌تر تهیه‌کننده اسکات لیت را به کار گرفت تا تک‌آهنگ‌های «سراپا عذرخواهی»، «جعبه قلبی‌شکل» و «چای پونه» را با وجود مخالفت آلبینی، ریمیکس کند.
در رحم با موفقیتی تجاری و هنری همراه بود. منتقدان صدای بی‌پرده و نامتعارفِ آلبوم و اشعار کوبین را تحسین کردند. این آلبوم به صدر جدول بیلبورد ۲۰۰ ایالات متحده و آلبوم‌های بریتانیا رسید. «جعبه قلبی‌شکل» و «سراپا عذرخواهی» به صدر جدول ترانه‌های آلترناتیو بیلبورد رسیدند. در رحم دارای گواهی‌نامهٔ ۵ پلاتینی از سوی انجمن صنعت ضبط موسیقی ایالات متحده آمریکا (RIAA) است و ۱۵ میلیون نسخه در سراسر جهان فروخته‌است. این آخرین آلبوم نیروانا پیش از خودکشی کوبین در سال ۱۹۹۴ بود. «چای پونه» که پیش از مرگ کوبین به‌منظور انتشار به‌عنوان تک‌آهنگ برنامه‌ریزی شده بود، در سال ۲۰۱۴ منتشر شد.

## پیش‌زمینه
موفقیت آلبوم قبلی نیروانا که بی‌خیال نام داشت و توسط یک ناشر سطح بالا منتشر شده بود، باعث شد نیروانا به یکی از جریان‌های اصلی موسیقی تبدیل شود. برآوردها و انتظارات نسبتاً کمی از این آلبوم می‌رفت، به طوری که شرکت ضبط گروه، دی‌جی‌سی، پیش‌بینی می‌کرد که ۵۰٫۰۰۰ نسخه از آلبوم بفروش خواهد رفت. اما بی‌خیال تبدیل به یک موفقیت تجاری شد و میلیون‌ها نسخه از آن در سرتاسر جهان بفروش رسید و باعث شد تا جنبش گرانج که از سیاتل آغاز شده بود و به‌طور کلی موسیقی آلترنیتیو راک به محبوبیت برسد. با این حال، تمام سه عضو گروه، کورت کوبین که خواننده و گیتاریست بود، کریست ناواسلیک که نوازنده بیس بود و دیو گرول که درامر گروه بود، بعدها از صدای آلبوم اظهار نارضایتی کردند و از نحوه تولید آن به صورت «بیش از حد جلا داده شده» یاد کردند. در اوایل سال ۱۹۹۲، کوبین به رولینگ استون گفت که مطمئن است که صدای آلبوم بعدی گروه از هر دو جهت عالی خواهد بود، «بعضی از ترانه‌ها صدای خام‌تر خواهند داشت و برخی دیگر هم صدای لعاب‌دار عامه‌پسندانه‌تری خواهد داشت و مشابه آلبوم قبلی بی‌خیال تک‌قطبی نخواهد بود. کوبین شروع کار بر روی آلبوم را در تابستان ۱۹۹۲ در نظر گرفته بود. با این حال، گروه از انجام این کار در این زمان ناتوان بود، چرا که کوبین و دیگر اعضای گروه در شهرهای مختلفی زندگی می‌کردند و کوبین و همسرش کورتنی لاو منتظر بدنیا آمدن دخترشان که فرانسیس بین نام نهاده شد، بودند. دی‌جی‌سی امیدوار بود که آلبوم جدید گروه برای اواخر سال ۱۹۹۲ آماده باشد. با این حال، از آنجا که تولید آلبوم به‌کندی پیش می‌رفت، آنها آلبوم گردآوری‌شده Incesticide را منتشر کردند.
کوبین در یک مصاحبه با ملودی میکر در ژوئیه ۱۹۹۲ به روزنامه‌نگار انگلیسی Everett True گفت که علاقه‌مند است با Jack Endino (که تهیه‌کنندگی اولین آلبوم گروه به نام ضدعفونی را بر عهده داشت) و Steve Albini (خواننده اصلی گروه نویز راک بیگ بلک و تهیه‌کننده تعدادی آلبوم در سبک ایندی) مراحل ضبط و تهیه آلبوم را به انجام برساند. کوبین اظهار داشت که او بهترین برداشت‌ها در جلسا ضبط را برای قرارگرفتن در آلبوم بعدی گروه انتخاب خواهد کرد. در اکتبر ۱۹۹۲، نیروانا در یک نشست آزمایشی با Endino در سیاتل چندین ترانه ضبط کرد که عمدتاً بی‌کلام بودند بسیاری از این ترانه‌ها قرار بود بعدها در آلبوم بعدی گروه به نام در رحم دوباره ضبط شوند. Endino به یاد می‌آورد که گروه از او نخواست تا تهیه‌کنندگی جلسات ضبط بعدی را هم برعهده بگیرد، اما اشاره کرد که اعضای گروه مدام در حال مذاکره با آلبینی برای ضبط آلبوم بودند. گروه نیروانا در ژانویه ۱۹۹۳ که در توری در برزیل بود، چند دموی دیگر هم ضبط کرد. یکی از ترانه‌هایی که در این جلسه ضبط شد، بداهه‌نوازی طولانی Gallons of Rubbing Alcohol Flow Through the Strip بود که به صورت یک ترک مخفی در نسخه‌های غیر آمریکایی آلبوم «در رحم» جاسازی شده بود.
سرانجام نیروانا آلبینی را برای ضبط آلبوم انتخاب کرد. آلبینی در بین موسیقی‌دادن مستقل آمریکایی به یک فرد پایبند به اصول و خودرای معروف بود. هرچند که گمانه‌زنی‌هایی مبنی بر اینکه باند آلبینی را به خاطر اعتبارش در بین موسیقی‌دانان زیرزمینی انتخاب کرده، وجود داشت، کوبین در سال به مجله ریکوئست گفت که بیشتر به این خاطر می‌خواستم با او کار کنم که او دو تا از آثار ضبط شده توسط او را بسیار دوست داشتم و آن‌ها Surfer Rosa از Pixies و Pod از The Breeders بودند. با الهام‌گیری از آن آلبوم‌ها، کوبین می‌خواست از تکنیک ضبظ کردن آلبینی که چندین میکروفون را در بخش‌های مختلف اتاق قرار می‌داد تا صدای طبیعی اتاق ضبط شود استفاده کند، کاری که تهیه‌کنندگان قبلی نیروانا مخالف انجام آن بودند. چند ماه قبل از اینکه حتی باند به آلبینی پیشنهاد ضبط را ارائه دهد، شایعاتی مبنی بر اینکه او برای ضبط آلبوم در نظر گرفته شده پخش شده بود. آلبینی تکذیب‌نامه‌ای به مطبوعات انگلیسی مرتبط با موسیقی ارسال کرد و مشارکت خود در ضبط آلبوم را تکذیب کرد و اظهار داشت که تنها یک تماس از طرف منیجر نیروانا در مورد پروژه داشته‌است. هرچند که او گروه نیروانا را «R.E.M به همراه یک fuzzbox» و «یک خواننده عادی از سیاتل» تصور می‌کرد، آلبینی به زندگی‌نامه‌نگار نیروانا Michael Azerrad گفت که او پیشنهاد ضبط را به این خاطر پذیرفته که گروه نیروانا را «مشابه بقیه خورده گروه‌هایی که با آنها کار می‌کرد»، تصور می‌کرده. قبل از شروع جلسات ضبط آلبوم، گروه نیروانا یک نوار از دموهایی که در برزیل ضبط شده بود را برای آلبینی فرستاد. آلبینی هم در برگشت برای کوبین یک کپی از آلبوم Rid of Me از PJ Harvey را فرستاد تا به کوبین نشان دهد که استودیویی که قرار است ضبط در آنجا صورت گیرد چگونه خواهد بود.

## ضبط

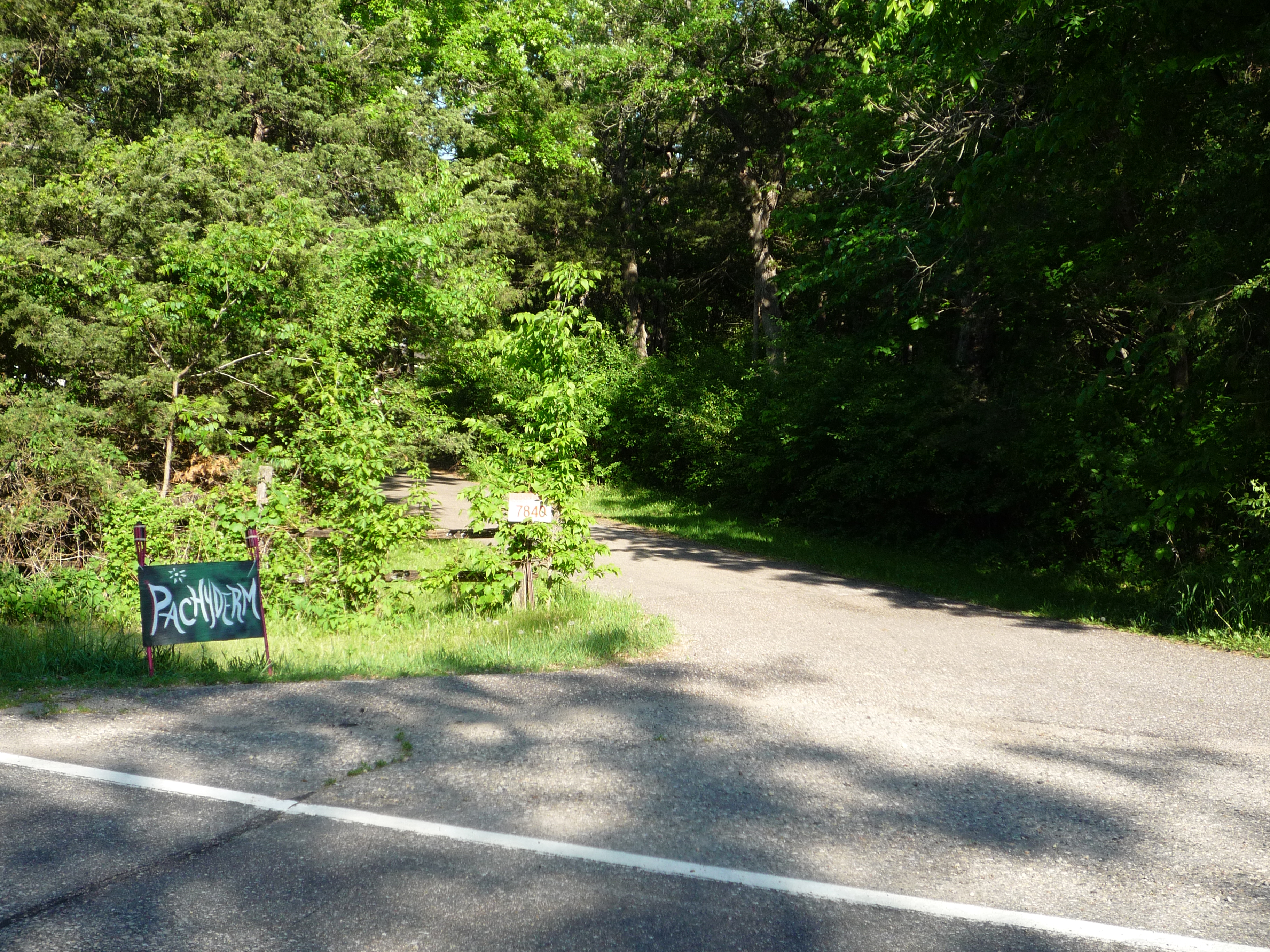
کمپانی منیجمنت نیروانا

اعضای گروه نیروانا به همراه آلبینی تصمیم گرفتند که تمام مراحل ضبط را در عرض دوهفته به پایان برسانند. آلبینی که مراقب دخالت‌های دی‌جی‌سی بود، پیشنهاد داد که اعضای باند که هزینه جلسات ضبط را از جیب خودشان پرداخت کنند و آن‌ها هم این کار را پذیرفتند. کل هزینه استودیو ۲۴٫۰۰۰ دلار آمریکا شد و آلبینی هم ۱۰۰٫۰۰۰ دلار به عنوان دست‌مزد گرفت. علی‌رغم پیشنهادهای کمپانی منیجمنت نیروانا، Gold Mountain، آلبینی حاضر به گرفتن دستمزدش به صورت درصدی از میزان فروش آلبوم نشد و حتی حاضر به دریافت حدود ۵۰۰٫۰۰۰ دلار حق تکثیر هم نشد. در حالی که این کار بین تهیه‌کنندگان صنع موسیقی رایج است، آلبینی از پذیرش حق امتیاز خودداری کرد، چرا که او این کار را زشت و «توهین به هنرمند» می‌دانست.
در فوریه ۱۹۹۳، نیروانا برای ضبط آلبوم به Pachyderm Studio در Cannon Falls, Minnesota رفت. آلبینی تا روز اول ضبط اعضای گروه را ملاقات نکرد، هرچند که او قبلاً با آن‌ها در مورد نوع آلبومی که می‌خواستند بسازند صحبت کرده بود. آلبینی گفته که «آنها دقیقاً می‌خواستند عمل ضبط را طوری انجام دهند که من با آن راحت بودم». گروه در حین ضبط آلبوم در خانه‌ای در میدان استودیو اقامت گزید. ناواسلیک وضعیت منزوی آنجا را با یک گولاگ مقایسه کرد و اظهار داشت که «اونجا برف باریده بود و ما نمی‌تونستیم جایی بریم، ما فقط کار می‌کردیم». در بیشتر جلسه‌های ضبط، تنها افراد حاضر در جلسه‌ها همان اعضای گروه، آلبینی و باب وستون بودند. باند برای دی‌جی‌سی و Gold Mountain توضیح داد که آن‌ها هیچ‌گونه مداخله‌های در حین ضبط آلبوم نمی‌خواهند. برای جلوگیری از دخالت ناشر و منیجر گروه، آلبینی سیاست سختی وضع کرد که هرکسی به غیر خود از اعضای باند را نادیده بگیرد، آلبینی در این باره گفت هر کسی که با اعضای گروه ارتباط دارد به غیر از خود اعضای گروه «کثیف‌ترین آشغال‌هایی هستند که تا حالا دیدم»
جلسات ضبط به آهستگی شروع شد اما نهایتاً شتاب گرفت. گروه بدون تجهیزاتشان به Pachyderm Studio آمده بودند و سه روز اولی که آنجا بودند را منتظر رسیدن آلات موسیقی شان با پست بودند. با این حال، وقتی که ضبط کردن در ۱۳ فوریه آغاز شد، کار به سرعت پیش رفت. در بیشتر روزها گروه کار را از حوالی اواسط روز شروع می‌کرد و برای نهار و شام استراحت می‌کرد و کار را تا نیمه‌شب ادامه می‌داد. کوبین، ناواسلیک و گرول ترک‌های بی‌کلام ابتدایی را به صورت گروهی ضبط کردند. گروه این کار را برای همه ترانه‌ها غیر از ترانه‌های سریع مانند «بسیار زشت» و «توره» انجام داد و در اینگونه ترانه‌ها، درامز به صورت مجزا در یک آشپزخانه نزدیک به خاطر محیط طنین‌انداز آن ضبط شد. آلبینی در اطراف درامز گرول حدود ۳۰ میکروفون کار گذاشت. کوبین ترک‌های گیتار را به حدود نیمی از ترانه‌ها اضافه کرد و سپس گتار سولوها و در نهایت ووکال‌ها را افزود. گروه برداشت‌های ضبط شده را دور نینداخت و تقریباً همه‌چیز را در یک نوار حفظ کرد. آلبینی احساس می‌کرد که او بیشتر یک مهندس است تا یک تهیه‌کننده، علی‌رغم نظرات شخصی‌اش، او نهایتاً به اعضای گروه اجازه داد تا خودشان برداشت‌های مورد نظرشان را برای میکس نهایی انتخاب کنند. او گفت، به‌طور کلی، کوبین می‌دانست چیزی که در ذهنش بود پذیرفتنی بود و چه چیز پذیرفتنی نبود … او می‌تواند هرکاری کند تا چیزهایی که به نظر پذیرفتنی نیستند را بهتر کند. طبق گزارش‌ها کوبین تمام ووکال‌های خود را ظرف شش ساعت ضبط کرد. گروه عمل ضبط را در شش روز به پایان رساند. کوبین در اوایل اختلافاتی را با آلبینی پیش‌بینی کرده بود اما فرایند ضبط را «ساده‌ترین ضبطی که تا به حال داشتند» توصیف کرده بود. تنها یک هفته اختلال در ضبط ایجاد شد که کورتنی لاو به استودیو آمده بود چون که دلش برای کوبین تنگ شده بود. گروه نیروانا، آلبینی و لاو از گفتن جزئیات امتناع کردند، اما دوست‌دختر وستون که آشپز استودیو بود، اظهار داشت که لاو با انتقاد از کار کوبین و هجوم بردن به هر کسی که آنجا بود، باعث ایجاد تنش شد.
فرایند میکس کردن آلبوم در طول پنج روز به پایان رسید. این زمان با توجه به استانداردهایی که نیروانا داشت سریع بود، اما نه برای آلبینی که قبلاً آلبوم‌هایی را به‌طور کامل در ظرف یک یا دو روز میکس کرده بود. در مواقعی که میکس ترانه‌ها نتایج دلخواه را نداشت، گروه و آلبینی کل روز را به تماشای ویدیوهای طبیعت می‌نشتند، چیزها را در آتش قرار می‌دادند و برای سرگرمی تماس‌های تلفنی شوخی‌آمیز برقرار می‌کردند. جلسات ضبط در ۲۶ فوریه به پایان رسید.

## فهرست قطعات
همهٔ ترانه‌ها توسط کرت کوبین (به‌جز قطعات ۲ و ۱۳ با کریست ناواسلیک و دیو گرول) نوشته شده‌است.
| شماره      | نام                                           | مدت   |
| ---------- | --------------------------------------------- | ----- |
| ۱.         | «به پیشخدمت‌ها سرویس بده»                      | ۳:۳۶  |
| ۲.         | «کارآموز بی‌خاصیت»                             | ۳:۴۸  |
| ۳.         | «جعبه قلبی‌شکل»                                | ۴:۴۱  |
| ۴.         | «به من تجاوز کن»                              | ۲:۵۰  |
| ۵.         | «فرنسیس فارمر در سیاتل انتقامش را خواهد گرفت» | ۴:۰۹  |
| ۶.         | «احمق»                                        | ۲:۳۲  |
| ۷.         | «خیلی زشت»                                    | ۱:۵۶  |
| ۸.         | «بدوشش»                                       | ۳:۵۵  |
| ۹.         | «چای پونه»                                    | ۳:۳۷  |
| ۱۰.        | «یونیت شیفتر رادیوپسندانه»                    | ۴:۵۱  |
| ۱۱.        | «توره»                                        | ۱:۳۵  |
| ۱۲.        | «سراپا عذرخواهی»                              | ۳:۵۱  |
| مجموع مدت: | مجموع مدت:                                    | ۴۱:۲۳ |

| سی‌دی غیر آمریکا | سی‌دی غیر آمریکا                                                                    | سی‌دی غیر آمریکا |
| شماره           | نام                                                                                | مدت             |
| --------------- | ---------------------------------------------------------------------------------- | --------------- |
| ۱۲.             | «سراپا عذرخواهی» - «گالن الکل ضد عفونی‌کننده از طریق نوار جریان می‌یابد» (قطعهٔ مخفی) | ۳۱:۳۲           |

## رتبهٔ آلبوم در جدول فروش کشورهای مختلف
| جدول فروش (سال ۱۹۹۳ میلادی)   | بالاترین جایگاه |
| ----------------------------- | --------------- |
| بیلبورد ۲۰۰ (ایالات متحده)    | ۱               |
| جدول موسیقی آلبوم‌های بریتانیا | ۱               |
| اتریش                         | ۸               |
| سوئد                          | ۱               |
| نروژ                          | ۷               |
| هلند                          | ۴               |
| استرالیا                      | ۲               |
| فرانسه                        | ۲               |
| آلمان                         | ۱۴              |
| چارت موسیقی سوئیس             | ۱۶              |
| مجارستان                      | ۴۰              |
| نیوزیلند                      | ۳               |

## افراد مشارکت کننده
- کرت کوبین: گیتار، آواز، طراحی و عکاسی جلد
- کریست ناواسلیک: گیتار باس
- دیو گرول: درامز